# Laudakia tuberculata
Laudakia tuberculata là một loài thằn lằn trong họ Agamidae. Loài này được Gray mô tả khoa học đầu tiên năm 1827.

## Hình ảnh

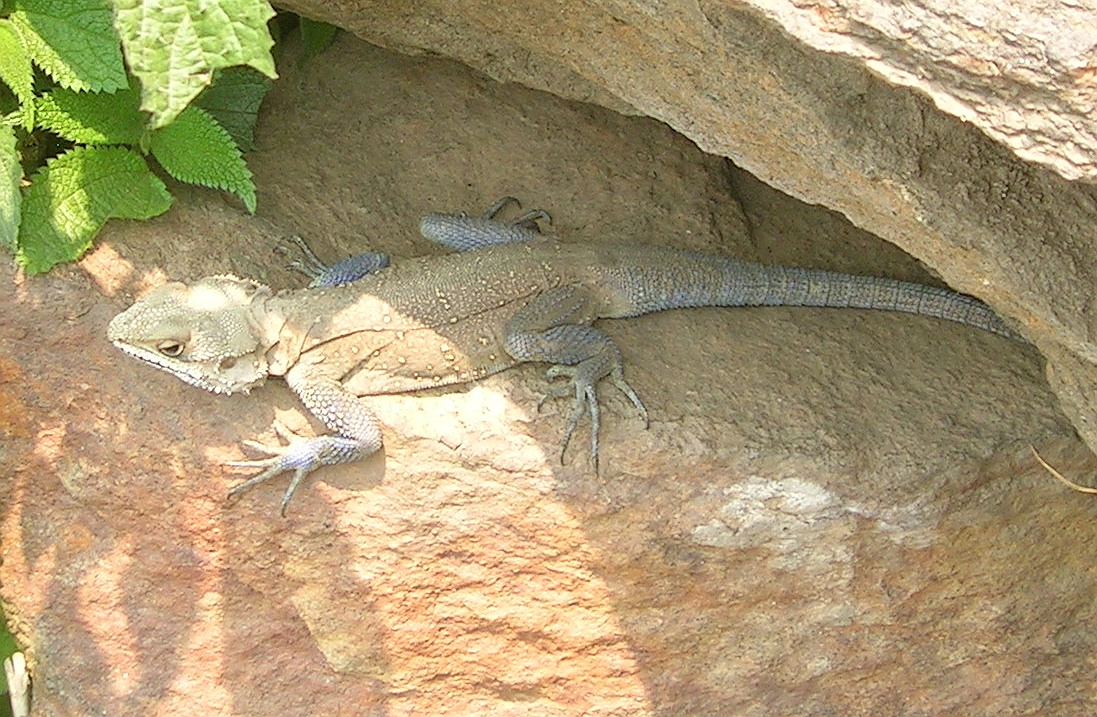
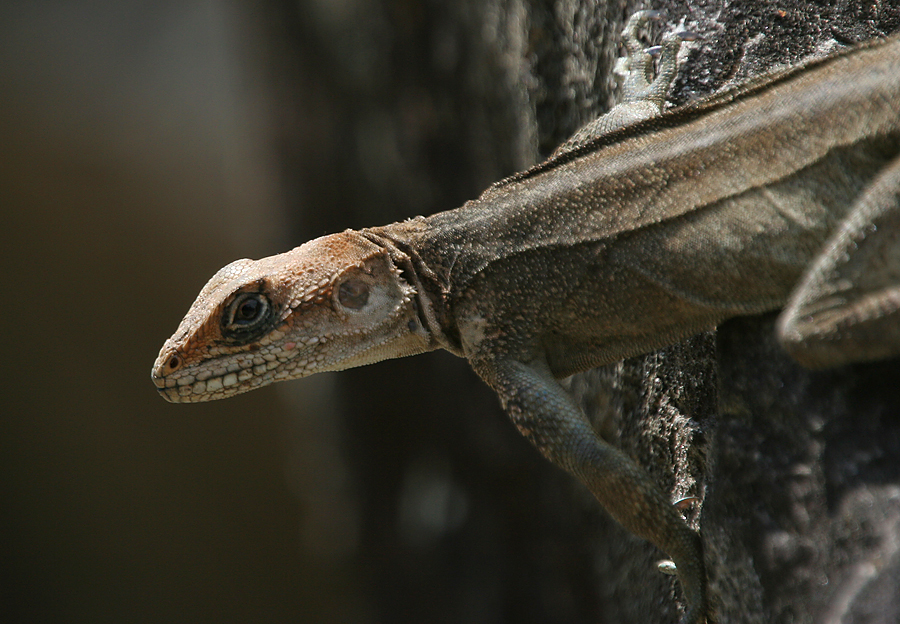
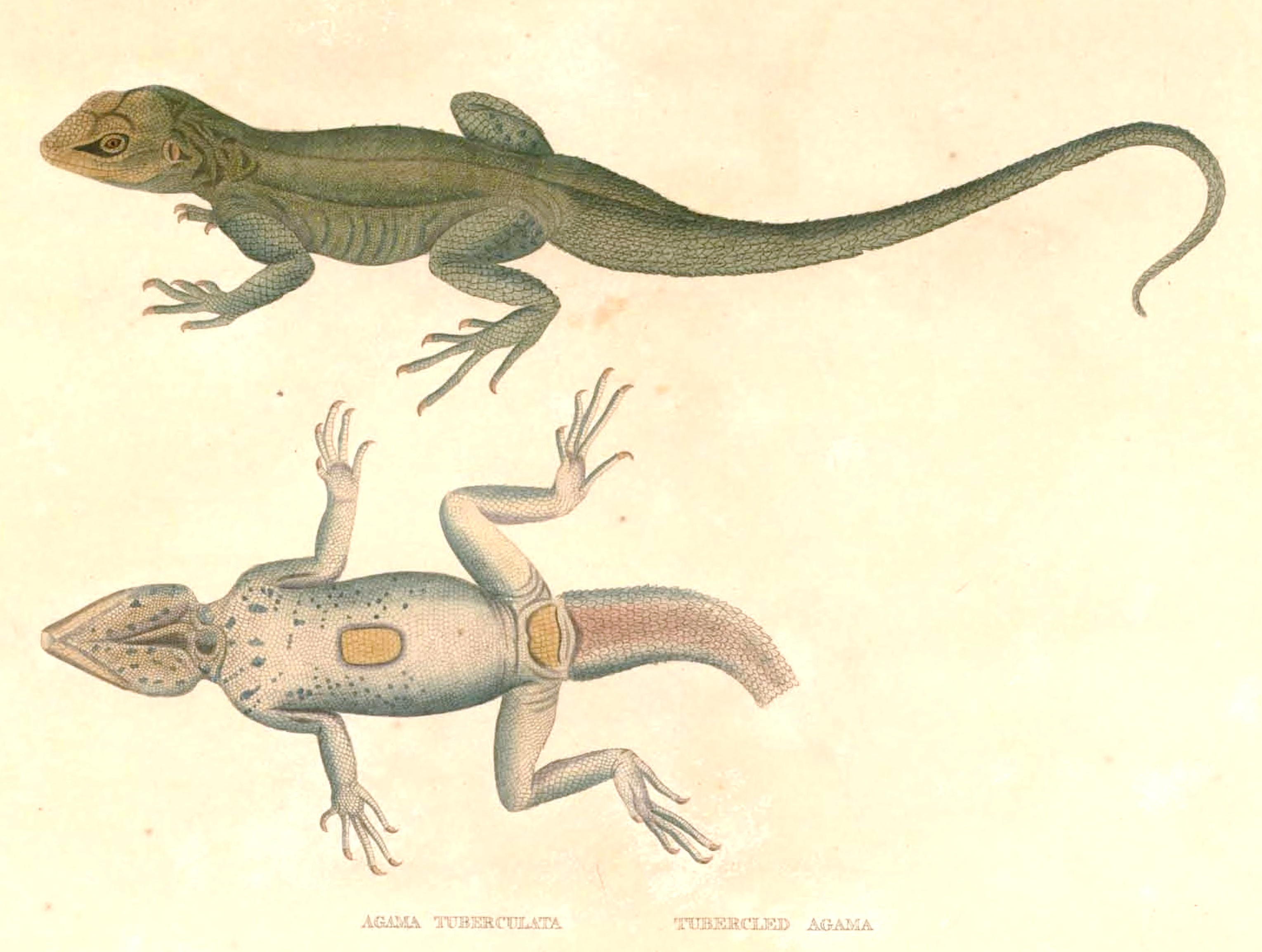
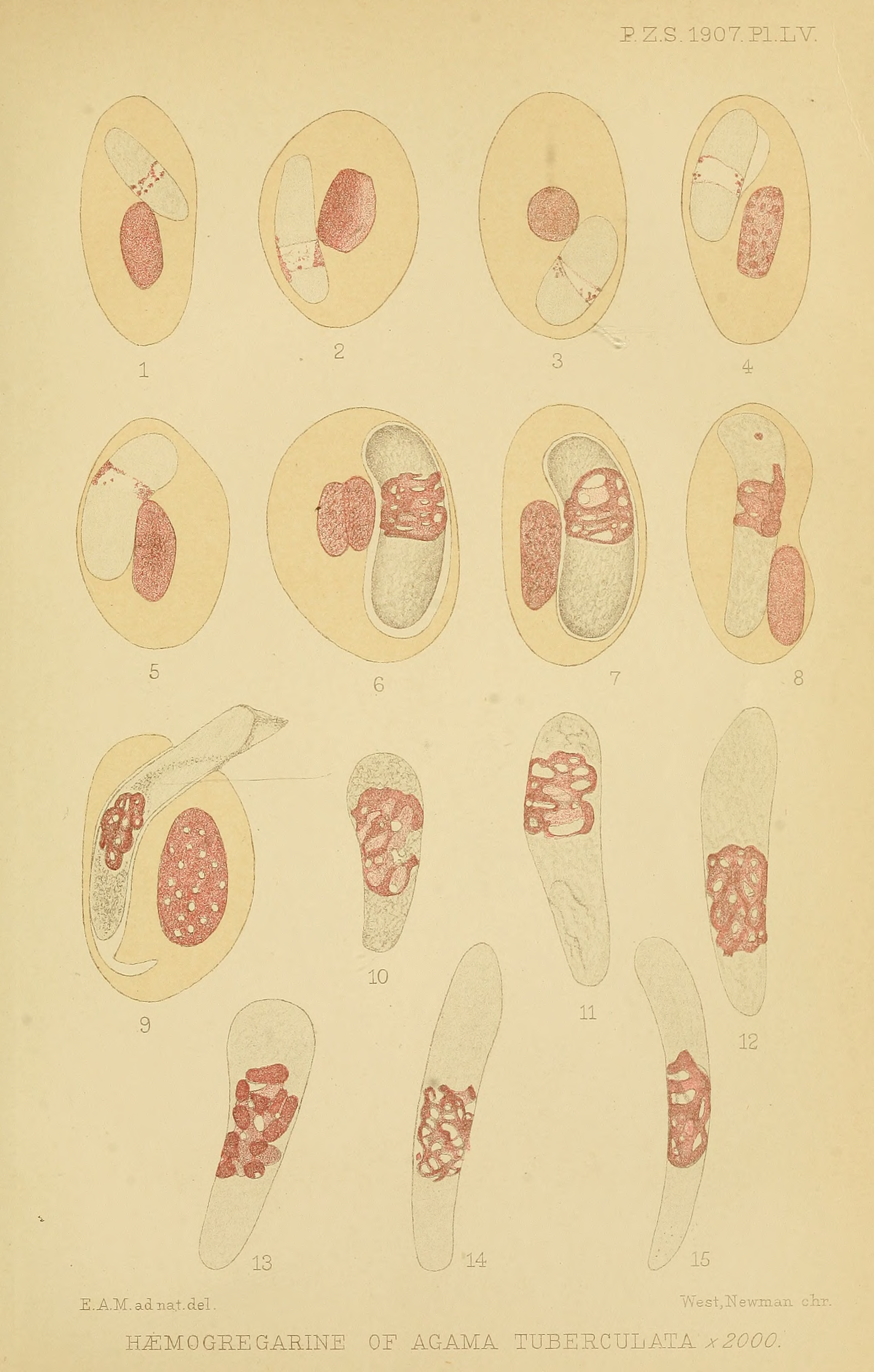